# Öxabäcks kyrka
Öxabäcks kyrka är en kyrkobyggnad belägen i samhället Öxabäck i östra delen av Marks kommun. Den tillhör Öxabäcks församling i Göteborgs stift och Svenska kyrkan.

## Kyrkobyggnaden
Kyrkan uppfördes 1874-1875 efter ritningar av arkitekt Albert Theodor Gellerstedt och ersatte då en äldre kyrka som var för liten och i dåligt skick. Den är byggd av sten och består av ett rektangulärt långhus med ett smalare tresidigt kor i öster. Långhuset har stora rundbågade fönster och svängda gavlar över portarna. Tornet i väster är ovanligt med fönster i nischer och trappgavlar. Huvudingång är genom tornet och därtill finns portar i norr och söder. Långhusets sadeltak och korets valmade sadeltak är täckta med tvåkupigt betongtegel. Tornets sadeltak är täckt med brunmålad plåt.
Kyrkorummet har ett tredingstak som indelas i fält av gråmålade bjälkar. Bakom koret ligger sakristian som skiljs från övriga kyrkorummet av ett korskrank.

## Inventarier
- Dopfunten av sandsten är huggen omkring år 1300 i en typ som inspirerats av Gotlands funtar. Den är i tre delar med höjden 99 cm. Cuppan är fyrpassformad, rundad och kupad samt har musselornamentik. Skaftet är fyrpassformat, uppåt skrånande och avslutas med en kraftig vulst. Även foten är fyrpassformad med en skrånande, något konkav översida. Uttömningshål saknas. Funten är relativt välbevarad.[1]
- En calvariegrupp bestående av Jesus med Maria och Johannes är utförd i ek och härstammar från medeltiden.
- Predikstolen har en polygonal korg som är målad i olika gråtoner och en trappa från öster. Ljudtaket är åttasidigt och kröns av ett förgyllt kors på blåmålat klot.

### Klockor
Storklockan är av en senmedeltida normaltyp och saknar inskrifter och dekorelement.

### Orgel
Orgelverket tillverkades 1957 av Tostareds Kyrkorgelfabrik, men man bibehöll den delvis ljudande fasaden från 1887 års orgel som var byggd av två Öxabäcksbor. Instrumentet har tjugo stämmor fördelade på två manualer och pedal.

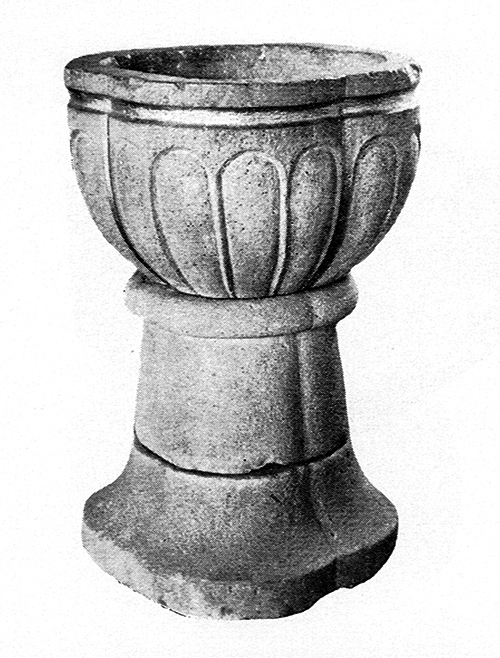
Dopfunten.